# Bolstern

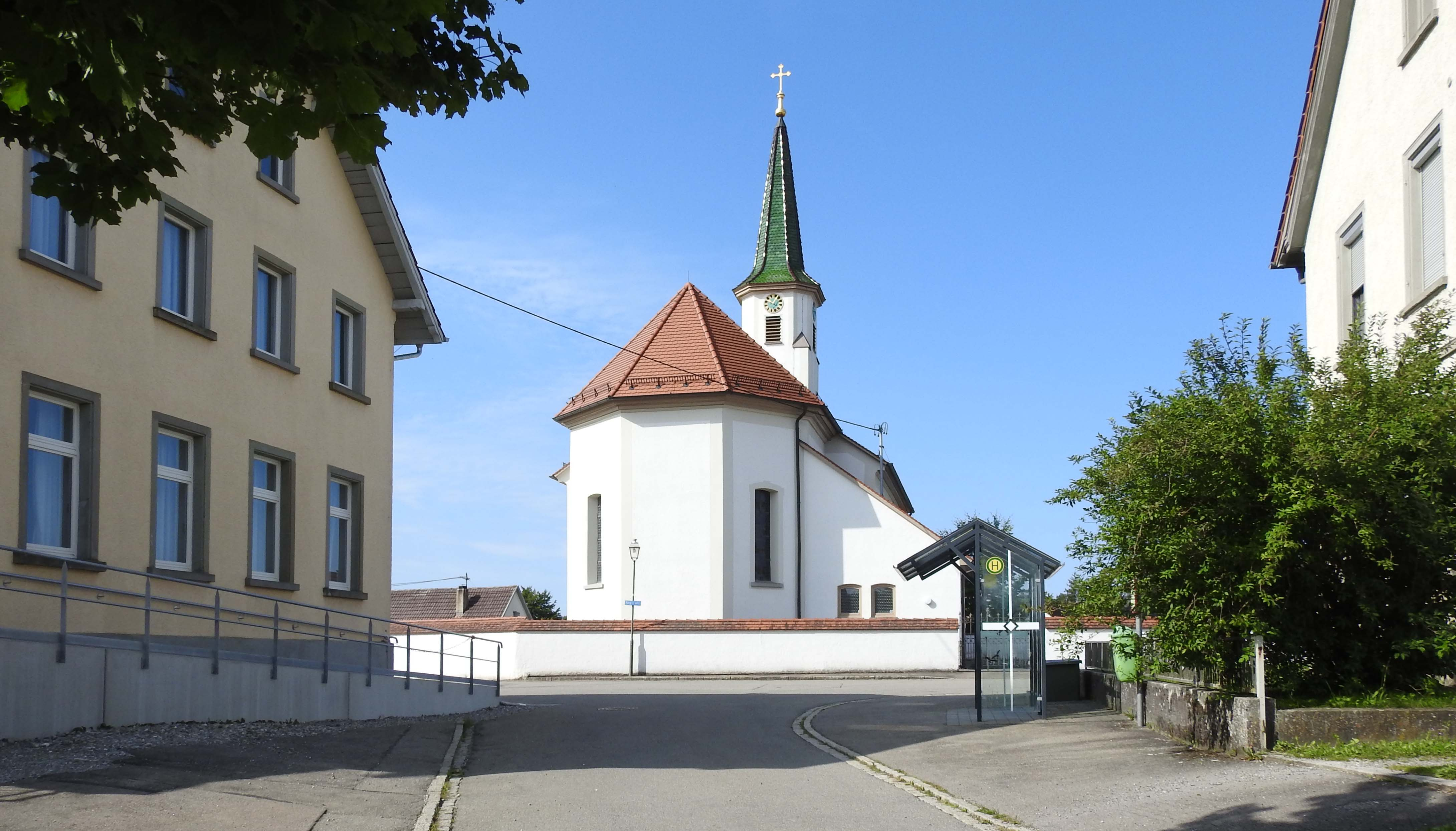
Kirche St. Gallus in Bolstern von Nordosten

Bolstern ist ein Ortsteil der Stadt Bad Saulgau im baden-württembergischen Landkreis Sigmaringen in Deutschland.

## Geographie

### Lage
Bolstern liegt rund fünf Kilometer südwestlich von Bad Saulgau rings von Waldungen umgeben, am Beginn des Fulgenstadter Tals, und wird von dem kleinen Wagenhauser Bach durchflossen.

### Teilorte
Zur Ortschaft Bolstern gehören die Teilorte Wagenhausen-Holzmühle, eine ehemalige Mahl- und Ölmühle mit einem Hofgut, und Heratskirch.

## Geschichte
Der Ort dürfte wohl eine Rodungssiedlung des hochmittelalterlichen Landesausbau sein. Er soll bereits 817 erstmals urkundlich erwähnt worden sein und bildete ein eigenes Amt der Grafschaft Friedberg, das auch das Amt Sießen genannt wurde, weil es die Besitzungen des Klosters Sießen umfasste. Der frühere Ortsadel wohnte an der Straße nach Heratskirch in einer Turmhügelburg, deren Reste im Wald noch deutlich sichtbar sind. Um 1086 taucht der eigenartige Ortsname Bolstara auf, dessen Herkunft bis heute im Verborgenen liegt.
Eine weitere Erwähnung stammt aus einer Schenkungsurkunde: 1101 kam Bolstern (Pulster, Polster bzw. Bolstari im pagus Heregowa) von den älteren Grafen von Nellenburg an das von ihnen gestiftet Kloster Allerheiligen bei Schaffhausen und Kloster Sankt Georgen im Schwarzwald. Ob der 1265 als Saulgauer Bürger genannte Berchtold von Bolstern dem Adel angehörte, ist fraglich. 1268 ging das Patronatsrecht von den Wartenberg an den Deutschorden über. Der Besitz des Orts war schon früh geteilt; ein Teil war im Jahr 1299 mit Saulgau und Friedberg von Österreich erkauft worden; ein weiterer besaß bis zur Allodifizierung in der Mitte des 19. Jahrhunderts das Kloster Sießen mit sieben Lehenhöfe nebst Selden. Das Patronat und Vogtrecht der Kirche hatten ehemals die Grafen von Landau; von ihnen kamen diese Rechte dem Kloster Heiligkreuztal zu. Im Zweiten Koalitionskrieg (1798–1802) wurde das von französischen Truppen besetzte Bolstern am 21. März 1799 von den Österreichern unter ihrem Kommandeur Erzherzog Karl von Österreich-Teschen befreit. Unter österreichischer Herrschaft gehörte der Ort lange Zeit zur Grafschaft Friedberg-Scheer, bis es schließlich 1806 zu Württemberg und zum neu geschaffenen Oberamt Saulgau kam. 1816 kam Heratskirch, bislang Filiale des Klosters Sießen, als Teilort zu Bolstern. Auch Wagenhausen, ehemals ein Weiler, dessen Name auf die nahebei erbaute Sägemühle des Klosters Sießen zurückgeht, gehört zu Bolstern.
Am 15. März 1944 entging Bolstern knapp einer Katastrophe, als ein mit Brandbomben beladener englischer Lancaster-Bomber bei einem Angriff auf Stuttgart durch Nachtjäger abgedrängt wurde und nahe der Ortschaft abstürzte, wobei alle sieben Besatzungsmitglieder ums Leben kamen.
Im Zuge der Gemeindereform in Baden-Württemberg wurde Bolstern am 1. Januar 1975 in die Stadt Saulgau eingemeindet. Von 1983 bis 1993 ist in Bolstern die Flurbereinigung vollzogen worden.

## Politik

### Ortsvorsteher
Ortsvorsteher war bis Oktober 2023 Anton Störk, sein Nachfolger ist seit Dezember 2023 Bernhard Tyborski.

### Wappen
Das Wappen der ehemaligen Gemeinde Bolstern zeigt in Gold zwei bewurzelte grüne Tannen, oben begleitet von einem sechsspeichigen roten Rad.

## Kultur und Sehenswürdigkeiten

### Bauwerke

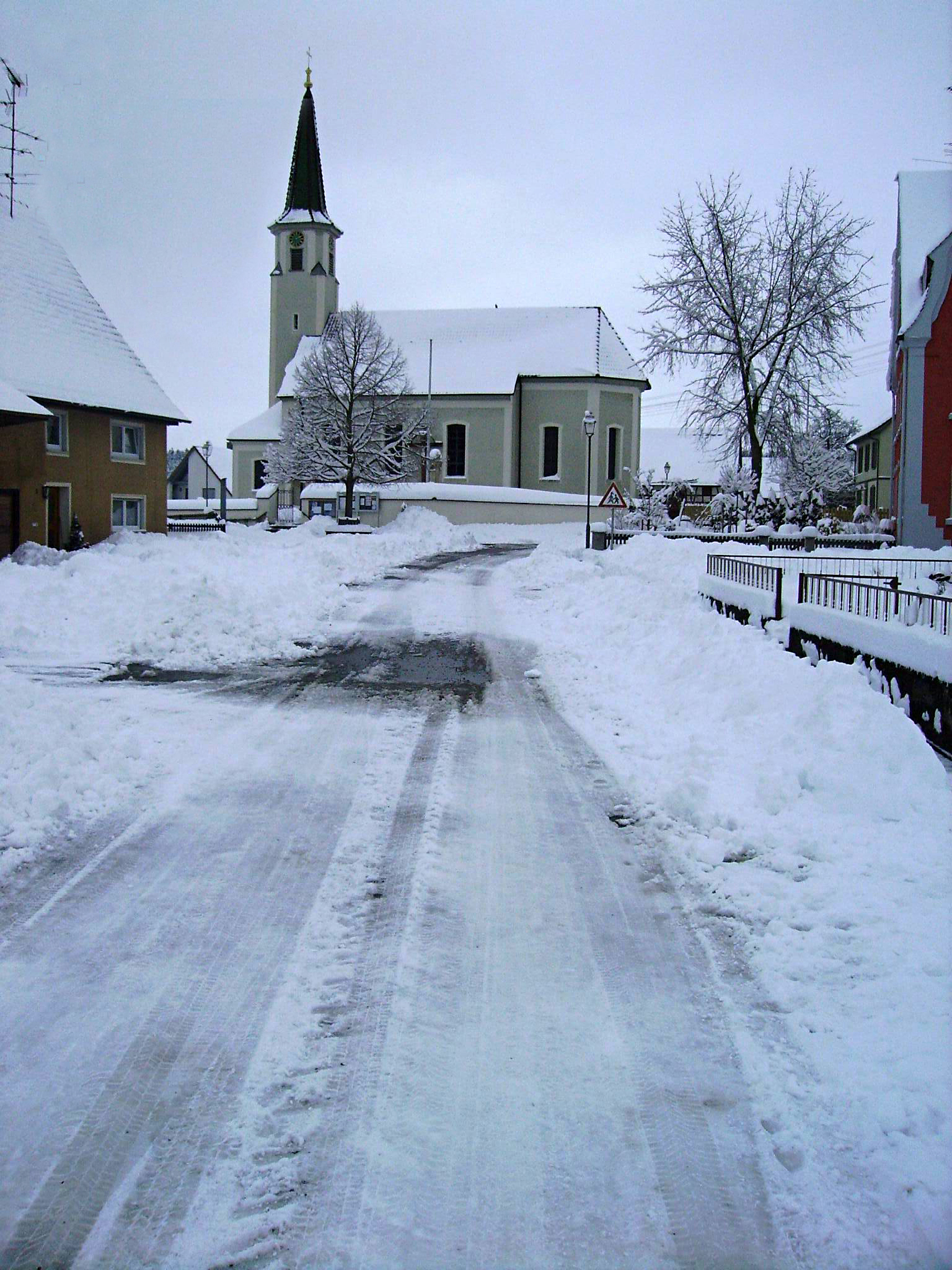
Pfarrkirche St. Gallus

Die Pfarrkirche St. Gallus in Bolstern wurde 1268 erstmals erwähnt. Nachdem das alte Gotteshaus durch Sturm und Unwetter vollständig zerstört worden war, wurde die Kirche 1817 neu errichtet. Sie war noch nicht ganz fertig, als der Turm wieder einstürzte und zehn Arbeiter dabei verunglückten, wovon zwei zu Tode kamen. 1881/82 erbaute Eberhard Friedrich Walcker (1794–1872) eine Orgel, die fast völlig original erhalten ist. Die Kirche wurde jüngst renoviert, die Altarweihe und Wiedereröffnung fand am 3. April 2011 mit Weihbischof Johannes Kreidler statt.

### Vereine
Der Sportverein Bolstern wurde im November des Jahres 1969 gegründet. Die aktive Fußballmannschaft der Männer spielt in der Kreisliga A – Bezirk Donau.
Nicht nur der Sportverein, sondern auch der 1859 gegründete Liederkranz Bolstern (Träger der Zelter-Plakette) und der Narrenverein Bolstern (gegründet 1993) gestalten das Dorfleben mit.

## Wirtschaft und Infrastruktur
Die großen Waldungen um das Dorf waren jahrhundertelang Rohstofflieferant für die Köhlerei und Harzverarbeitung.

### Verkehr
Bolstern liegt an der Landesstraße 280 von Bad Saulgau nach Ostrach.